# Nikola Krstović
Nikola Krstović (ur. 5 kwietnia 2000 w Golubovci) – czarnogórski piłkarz, występujący na pozycji środkowego napastnika we włoskim klubie US Lecce oraz w reprezentacji Czarnogóry.